# Nedre Hillen
Nedre Hillen är en sjö i Smedjebackens kommun i Dalarna och ingår i Norrströms huvudavrinningsområde. Sjön har en area på 2,75 kvadratkilometer och ligger 137 meter över havet. Sjön avvattnas av vattendraget Kolbäcksån.

## Delavrinningsområde
Nedre Hillen ingår i det delavrinningsområde (666894-147087) som SMHI kallar för Utloppet av Nedre Hillen. Medelhöjden är 167 meter över havet och ytan är 10,56 kvadratkilometer. Räknas de 72 avrinningsområdena uppströms in blir den ackumulerade arean 1 436,53 kvadratkilometer. Kolbäcksån som avvattnar avrinningsområdet har biflödesordning 3, vilket innebär att vattnet flödar genom totalt 3 vattendrag innan det når havet efter 247 kilometer. Avrinningsområdet består mestadels av skog (58 procent). Avrinningsområdet har 2,74 kvadratkilometer vattenytor vilket ger det en sjöprocent på 25,9 procent.